# Antoni Malaret i Amigó
Antoni Malaret i Amigó (Sant Just Desvern, 1917 - 2001) fou un polític català.

## Biografia
Estudià a l'escola catalana de l'Ateneu Santjustenc i de ben jove ingressà com a funcionari a l'Ajuntament, on era alcalde Daniel Cardona i Civit. El 1937 lluità en la guerra civil espanyola a les files de l'exèrcit republicà i ascendit a sergent per mèrits de guerra per la seva participació en les operacions militars que culminaren amb l'ocupació de la ciutat de Terol. El 1939 fou detingut, empresonat i sotmès a consell sumaríssim de guerra del qual en surt exculpat, però va perdre l'ocupació municipal. Mobilitzada la quinta de 1938, fa el servei militar a Ourense i en ser llicenciat reingressa a l'Ajuntament de Sant Just Desvern, on exerceix durant dos anys com a secretari habilitat. El 1952 inicia, amb el seu germà Rafael Malaret i Amigó, un negoci de construcció i promoció immobiliària fins que cessà per dificultats econòmiques el 1982.
Fou militant del Front Nacional de Catalunya des del 1940, i en formà part de la direcció fins a la seva dissolució el 1990. Fou present en la constitució de l'Assemblea de Catalunya, el 1971, forma part del Comitè local del Congrés de Cultura Catalana i de la Comissió de Forces Polítiques de Sant Just Desvern. El 20 d'abril de 1979 fou elegit alcalde de l'Ajuntament de Sant Just Desvern en les primeres eleccions municipals de la transició com a cap de llista de la coalició del Front Nacional de Catalunya (FNC) amb Esquerra Republicana de Catalunya (ERC). Dimití el 1982 i posteriorment ha estat regidor independent de la candidatura de Convergència i Unió (CiU) fins a l'any 1991. El 1991 va rebre la Creu de Sant Jordi.